# Scheitelklothoide

Scheitelklothoide im Lageplan

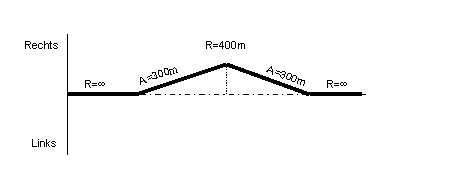
Krümmungsband der Scheitelklothoide

Die Scheitelklothoide ist eine Entwurfselementenfolge bei der Trassierung von Straßen und Bahnstrecken. Als Sonderfall der Verbundkurve entsteht sie, wenn die beiden Klothoidenstücke im gemeinsamen Scheitelradius unmittelbar zusammenstoßen. In der Praxis ist die Anwendung der Scheitelklothoide eingeschränkt, da sie aufgrund der ruckartigen Fahrweise im Scheitelpunkt nur in Ausnahmefällen verwendet wird. Um die Problematik der ruckartigen Fahrweise zu minimieren, sollte der Stoßradius gewisse Mindestgrößen nicht unterschreiten. So gibt beispielsweise die in Deutschland gültige RAS-L für die Trassierung von Straßen folgende Grenzwerte an:
- bei Straßenkategorie A: Rs = 450 m
- bei Straßenkategorie B I und B II: Rs = 250 m